# Casa Ricordi

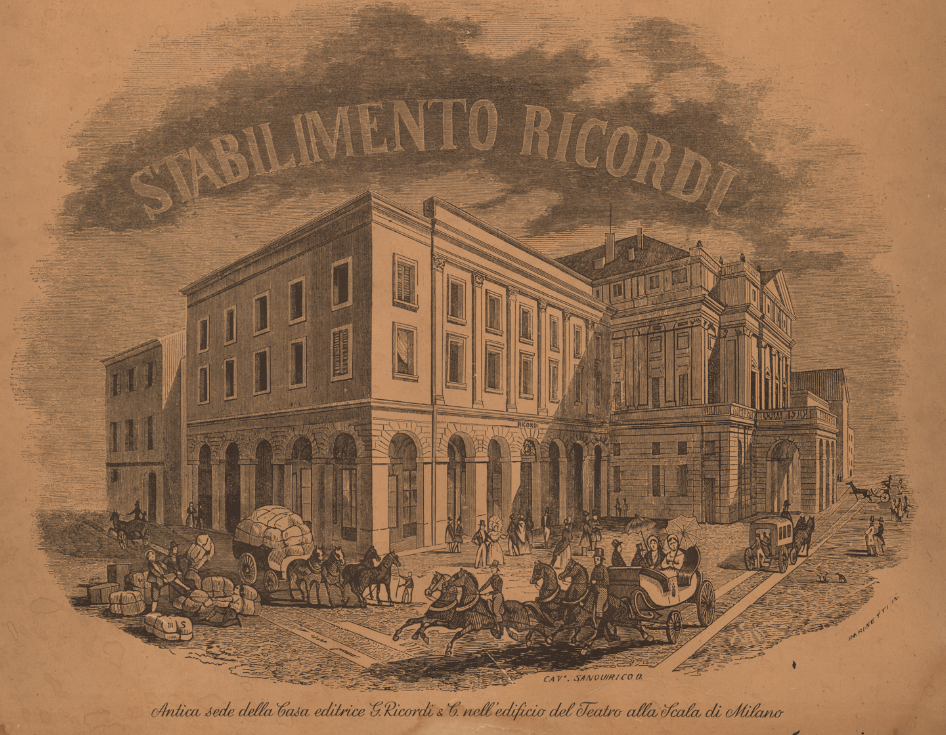
Ricordi Company offices next to La Scala-1844

Casa Ricordi é uma editora de música clássica e ópera. Seu repertório representa uma das fontes mais importantes através da publicação da obra dos principais compositores italianos do século XIX, como Gioachino Rossini, Gaetano Donizetti, Vincenzo Bellini, Giuseppe Verdi e, mais tarde no século, Giacomo Puccini, compositores com os quais um ou outro membro da família Ricordi entrou em contato próximo.